# Patrick Weihrauch
Patrick Weihrauch (* 3. März 1994 in Gräfelfing) ist ein deutscher Fußballspieler, der beim FC 08 Homburg unter Vertrag steht.

## Karriere

### Vereine
Weihrauch begann beim SC Olching mit dem Fußballspielen und setzte es beim SC Fürstenfeldbruck fort, bevor er 2007 in die Jugendabteilung des TSV 1860 München wechselte. Dort bestritt er drei Spielzeiten und wechselte zur Saison 2010/11 in das Nachwuchsleistungszentrum des FC Bayern München. Mit der U-19-Nachwuchsmannschaft gewann er am Saisonende 2011/12 die Staffel Süd/Südwest der A-Jugend-Bundesliga. In der Endrunde unterlag er mit der Mannschaft im Finale jedoch der A-Jugendmannschaft des FC Schalke 04.
Zur Saison 2012/13 rückte Weihrauch in den Profikader auf. Er erhielt einen bis zum 30. Juni 2014 gültigen Profivertrag. Er gewann mit den Profis zu Saisonbeginn ohne Einsatz den DFL-Supercup und am Ende der Saison, ebenfalls ohne Einsatz, das Triple bestehend aus Meisterschaft, Pokal- und Champions-League-Sieg. Am ersten und am 32. Spieltag saß Weihrauch bei den Bundesligaspielen gegen die SpVgg Greuther Fürth und Borussia Dortmund auf der Bank, wurde aber nicht eingewechselt. In der zweiten Mannschaft (U-23) kam er zu 34 Einsätzen in der viertklassigen Regionalliga Süd, in denen ihm acht Treffer gelangen.
Auch in der Saison 2013/14 wurde Weihrauch in der zweiten Mannschaft eingesetzt. Er blieb beim UEFA-Super-Cup-Sieg gegen den FC Chelsea ohne Einsatz, für die FIFA-Klubweltmeisterschaft wurde Weihrauch nicht in der 23-köpfigen Kader berufen und war somit nicht Teil der Mannschaft, die den Weltmeistertitel errang. Ab der Saison 2014/15 gehörte er nur noch dem Kader der zweiten Mannschaft an, stand jedoch im November 2015 auch kurzzeitig wieder im Bundesligakader.
Zur Saison 2016/17 wechselte Weihrauch zum Zweitligaaufsteiger Würzburger Kickers. Dort debütierte er am 14. August 2016, als er im Spiel gegen den 1. FC Kaiserslautern in der 33. Spielminute für Anastasios Lagos eingewechselt wurde. Sein erstes Tor im Seniorenbereich erzielte er am 26. August 2016 (3. Spieltag) beim 2:1-Sieg im Auswärtsspiel gegen den 1. FC Heidenheim mit dem Treffer zum 1:0 in der 17. Minute. Am Saisonende stiegen die Würzburger in die 3. Liga ab, nicht so Weihrauch; der offensive Mittelfeldspieler wurde zur Saison 2017/18 vom Zweitligisten Arminia Bielefeld für drei Jahre unter Vertrag genommen.
Im August 2020 wechselte Weihrauch ablösefrei zu Dynamo Dresden. Für seinen Verein bestritt er in drei Spielzeiten 12 Spiele in der 2. Bundesliga und 33 Spiele in der 3. Liga, bei denen ihm insgesamt fünf Tore gelangen.
Ende August 2023 wechselte er nach dem Auslaufen seines Vertrages zum Regionalligisten FC 08 Homburg.

### Nationalmannschaft
Weihrauch spielte bisher für diverse Nachwuchsmannschaften des DFB. Mit der U-17-Auswahl wurde er bei der U-17-Europameisterschaft 2011 Vize-Europameister. Für die U-19-Nationalmannschaft bestritt er fünf Länderspiele, wobei er am 14. August 2012 in Falkirk beim 1:0-Sieg über die Auswahl Schottlands debütierte. Sein einziges Länderspieltor für diese Auswahlmannschaft erzielte er am 14. November 2012 in Kehl beim 3:0-Sieg über die Auswahl Frankreichs mit dem Treffer zum zwischenzeitlichen 1:0 in der 38. Minute.

## Erfolge
- Deutscher Meister: 2013, 2014 (jeweils ohne Einsatz)
- UEFA Champions League: 2013 (ohne Einsatz)
- UEFA Super Cup: 2013 (ohne Einsatz)
- DFB-Pokal: 2013 (ohne Einsatz)
- DFL-Supercup: 2012 (ohne Einsatz)
- Meister der Regionalliga Bayern: 2014
- Meister in 2. Bundesliga: 2020
- Meister in 3. Liga: 2021